# Tramway de Poznań
Le tramway de Poznań est un réseau de tramway à écartement de 1 435 mm dans la ville de Poznań en Pologne. Il fonctionne sans interruption depuis sa création en 1880.

## Historique
En 1880, création d'un tramway tiré par un cheval. La traction électrique n'apparait qu'en 1898.
Le réseau poursuit son expansion jusqu'à la Seconde Guerre mondiale, mais il subit d'importants dégâts durant cette dernière. Il faudra attendre la fin de la guerre pour le reconstruire. En 1947, toutes les lignes sont enfin rétablies.
Il a poursuivi son élargissement au fil du temps. Les dernières nouveautés notables sont l'inauguration du Tramway Rapide en 1997 et la création d'une nouvelle ligne rapide « Tramway Rapide à Rataje » en 2007.

## Réseau actuel

### Aperçu général
Le tramway de Poznań  comporte 22 lignes: 20 lignes de jour et 1 ligne de nuit, et s'ajoute à cela une ligne à vocation touristique.
| Ligne | Terminus                                                                                     | Type de service         | Carte |
| ----- | -------------------------------------------------------------------------------------------- | ----------------------- | ----- |
|       | PLAC WIELKOPOLSKI ↔ PLAC WIELKOPOLSKI (Boucle via GŁOGOWSKA/MUZEUM, ZAJEZDNIA MADALIŃSKIEGO) | Ligne touristique       |       |
|       | JUNIKOWO ↔ FRANOWO                                                                           | Ligne régulière de jour |       |
|       | OGRODY ↔ DĘBIEC PKM                                                                          | Ligne régulière de jour |       |
|       | BŁAŻEJA ↔ BUDZISZYŃSKA                                                                       | Ligne régulière de jour |       |
|       | JUNIKOWO ↔ MIŁOSTOWO                                                                         | Ligne régulière de jour |       |
|       | OGRODY ↔ POŁABSKA                                                                            | Ligne régulière de jour |       |
|       | MIŁOSTOWO ↔ UNII LUBELSKIEJ                                                                  | Ligne régulière de jour |       |
|       | ALEJE MARCINKOWSKIEGO ↔ DĘBIEC PKM                                                           | Ligne régulière de jour |       |
|       | BŁAŻEJA ↔ DĘBIEC PKM                                                                         | Ligne régulière de jour |       |
|       | PIĄTKOWSKA ↔ UNII LUBELSKIEJ                                                                 | Ligne régulière de jour |       |
|       | OS. SOBIESKIEGO ↔ STAROŁĘKA PKM                                                              | Ligne régulière de jour |       |
|       | ALEJE MARCINKOWSKIEGO ↔ STAROŁĘKA PKM                                                        | Ligne régulière de jour |       |
|       | OS. SOBIESKIEGO ↔ DĘBIEC PKM                                                                 | Ligne régulière de jour |       |
|       | OS. SOBIESKIEGO ↔ JUNIKOWO                                                                   | Ligne régulière de jour |       |
|       | OS. SOBIESKIEGO ↔ ALEJE MARCINKOWSKIEGO                                                      | Ligne régulière de jour |       |
|       | OGRODY ↔ ZAWADY                                                                              | Ligne régulière de jour |       |
|       | OGRODY ↔ FRANOWO                                                                             | Ligne régulière de jour |       |
|       | OS. SOBIESKIEGO ↔ OS. SOBIESKIEGO (Boucle via AL. MARCINKOWSKIEGO)                           | Ligne de nuit           |       |

### Matériel roulant
- Konstal 105Na
- Düwag GT6 (type M)
- Düwag GT8 (type N)
- Tatra RT6N1
- Siemens Combino
- 6 Moderus Beta (2010-2011).
- 45 Solaris Tramino (2011-2012).

Rames bidirectionnelles ne circulant que périodiquement lors de travaux rendant indisponibles les boucles de retournements:
- Konstal 105NaDK
- Düwag GT8ZR (type O)
- Moderus Beta

Véhicules en cours de rénovation :
- Konstal N

#### Véhicules historiques
- Tramway à traction hippomobile de type Herbrand B3/H0 construit en 1880.
- Carl Weyer
- Konstal N, transformé en Konstal 4NJ
- Konstal 102N
- Konstal 102Na
- Konstal 13N
- Konstal 105N
- Beijnes 3G (Beynes 3G)

## Traduction
- (pl) Cet article est partiellement ou en totalité issu de l’article de Wikipédia en polonais intitulé « Tramwaje w Poznaniu » (voir la liste des auteurs).